# Paul A. Baran
|  | No s'ha de confondre amb l'informàtic Paul Baran.. |

Paul Alexander Baran (1909-1964) va ser un economista marxista estatunidenc d'arrels russes.
Baran va néixer a l'Imperi Rus. El seu pare, partidari del moviment menxevic, va abandonar Rússia per Vílnius (llavors Polònia) el 1917. De Vílnius la família Baran va anar a Berlín, i després, el 1925, va tornar a Moscou, però Paul es va quedar a Alemanya per acabar la seva escola secundària. El 1926 va estudiar a la Universitat Econòmica Plekhanov de Moscou. Va tornar a Alemanya el 1928, on va acceptar la funció d'assistent en investigació agrícola de Friedrich Pollock. Baran va romandre a Alemanya a l'Institut de la Facultat de Recerca Social de Frankfurt. Va graduar com llicenciat en economia política el 1931 per la Universitat de Breslau. Va doctorar sota la direcció d'Emil Lederer amb una tesi sobre la planificació econòmica i va obtenir el seu doctorat a la Universitat de Berlín el 1933.
Durant la seva estada a Alemanya va conèixer Rudolf Hilferding (1877-1941), autor de Das Finanzkapital (el capital financer) i va escriure sota el nom de ploma d'Alexander Gabriel al diari del Partit Socialdemòcrata d'Alemanya (SPD) Die Gesellschaft. El 1933, després de la Machtergreifung pels nazis va fugir cap a París, després a la URSS abans de tornar a Vínius. El 1939, poc abans del Pacte Mólotov-Ribbentrop va emigrar cap als Estats Units.
El 1951, Baran va ser promogut professor titular a la Universitat Stanford i Baran va ser un dels principals economistes marxistes dels Estats Units. Des de 1949 va col·laborar en la revista d'economia marxista Monthly Review, creada per Paul Sweezy. Va escriure The Political Economy of Growth (L'economia política del creixement) el 1957. En aquesta obra desenvolupa la teoria de la dependència. Hi critica les teories de la modernització i sosté que el subdesenvolupament no és una fase prèvia al desenvolupament, sinó un producte històric del colonialisme i de l'imperialisme. El 1966 va publicar amb Paul Sweezy El capitalisme monopolista. Assaig sobre l'estructura econòmica i social americana traduït al català i considerat com una de les obres mestres d'economia política de la segona meitat del segle xx.
Obres destacades
- The Political Economy of Growth (1957)[5]
- El capitalisme monopolista. Assaig sobre l'estructura econòmica i social americana (1966), amb Paul Sweezy[6]
- The Age of Monopoly Capital: Selected Correspondence of Paul M. Sweezy and Paul A. Baran, 1949-1964 (2017)[7]